# تارمو کیکرپیل
تارمو کیکرپیل (استونیایی: Tarmo Kikerpill؛ زادهٔ ۱۳ ژوئن ۱۹۷۷) بازیکن بسکتبال اهل استونی بود.
از باشگاه‌هایی که در آن بازی کرده‌است می‌توان به تیم بسکتبال دانشگاه تارتو اشاره کرد.